# 希腊化时代的陆军

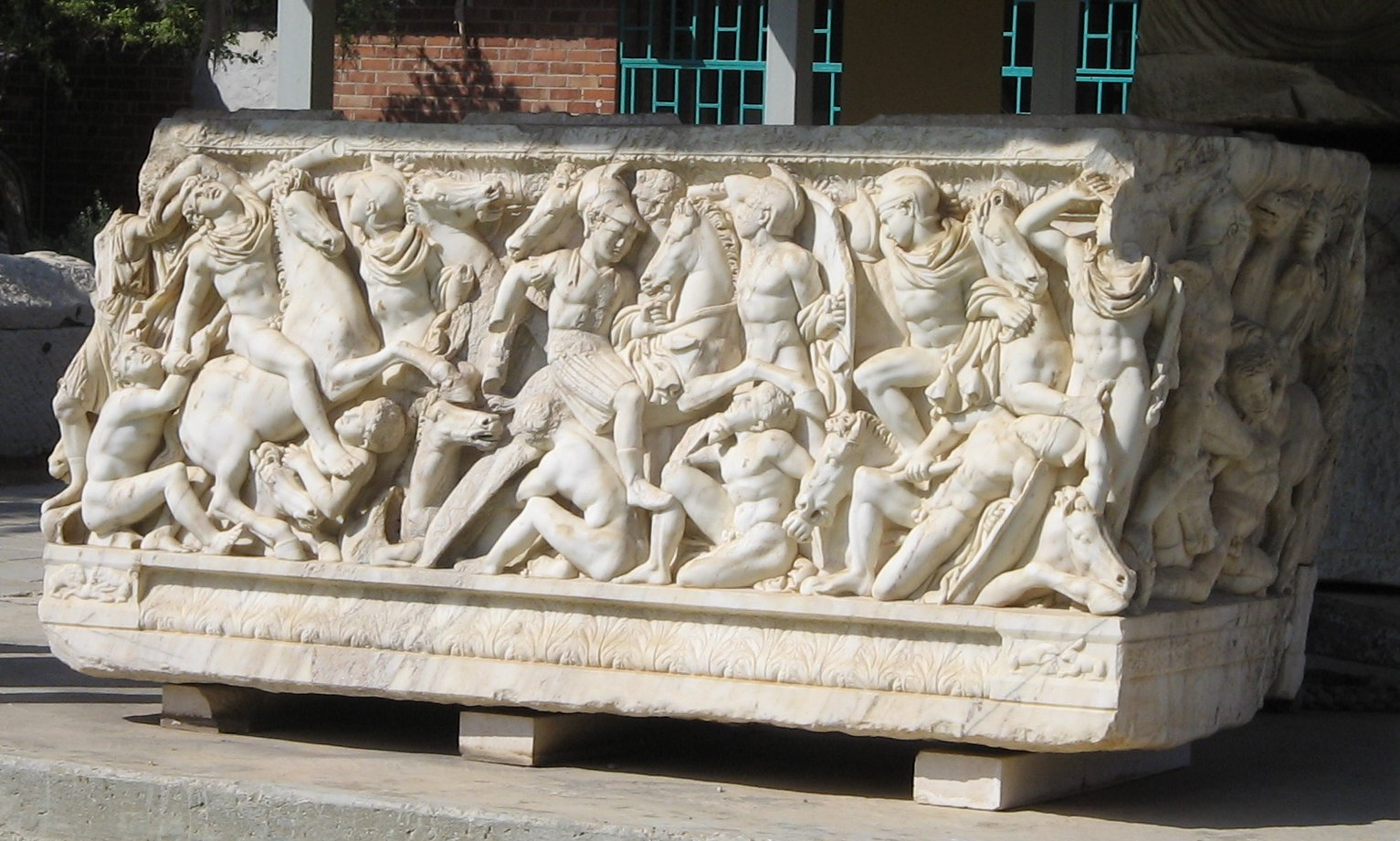
以色列阿什凯隆，一个石棺的浮雕上的希腊化士兵

希腊化时代的陆军是指希腊化时期亚历山大大帝死后各个繼業者王国的陆军。亚历山大死后，他的庞大帝国在他的继业者之间被瓜分。在继业者战争期间，亚历山大和腓力二世发展的马其顿军队逐渐采用了新的兵种和战术，进一步發展了马其顿式的作战方法，并改进了古典时期使用的战术。起初继业者们的军队与亚历山大的军队几乎没有什么区别，但是在继业者後裔（Epigoni）的时代，区别逐漸显而易见，他们倾向于数量优先于质量，裝重优先于机动。在东方，希腊裔征兵有限，导致各个王国对雇佣军的依赖日益增加；而在西方，希腊各國军队陷入長期戰事，很快耗尽了当地人力，为罗马的霸权铺平了道路。希腊化时代的主要国家有塞琉古帝国，托勒密埃及王国和安提柯馬其頓王国 。希腊化时代中较小的政权包括：阿塔罗斯王国、本都王国、伊庇鲁斯王國、亚该亚同盟、埃托利亚同盟、叙拉古王國和其他城邦如雅典、斯巴达。

## 军力
各个继业者都有能力部署当代最庞大的部队，很容易超过腓力二世或亚历山大治下马其顿的全部军力。但是，参加不同战役的军队规模可能千差万别，从几千人到七万多人。在希腊之外的这些希腊化军队中，只有一小部分士兵会有希腊血统，其余则是当地人口组成的的盟军和应征者。 

### 人力及其國家

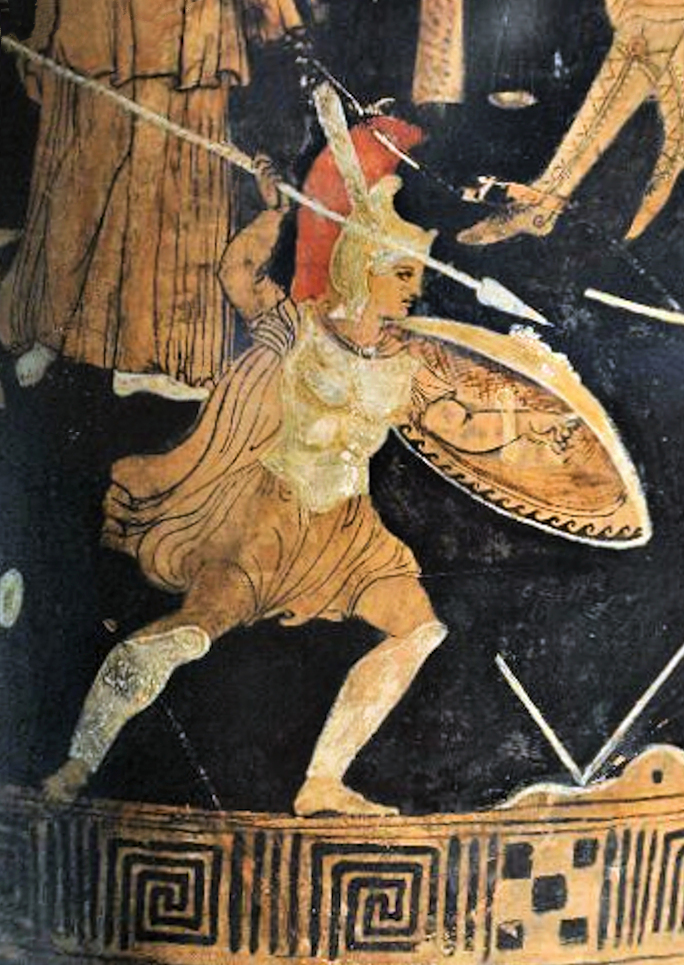
战斗中的希腊士兵， 约公元前300年 (描绘的是阿喀琉斯).

希臘裔人口不足是许多希腊化時代希臘国家的严重问题。实际上，罗马與任一希腊化王國兵役人口儲備量之間的差异巨大，并对雙方爆發战争後的方針产生了深远的影响 。罗马将军们在战斗中更能承受失败的风险，而对于希腊化国家的将军们，一次战役失败可能会削弱他们近一世代的人力基础。许多国家不得不依靠外籍傭兵来扩充力量。例如，亚该亚同盟的军队在西庫昂的阿拉圖斯領導下建立一支雇佣兵构成的的常備兵團，數量達到8000步兵和500骑兵。相比下来，亚该亚常備的精銳部队只有3000步兵和500骑兵。  
再举一个例子，到公元前三世纪中叶，斯巴达的公民人口相比希波战争时已经减少到僅剩一小部分，克里昂米尼三世時的军队只有约5,000名士兵。公元前240年亚基斯四世發起改革，但這一系列措施在反对派反对下這場改革失敗了。之後，斯巴达的克里昂米尼三世又再一次试图用激进改革来解决兵役人口缺乏的问题。克里昂米尼在国内发起政变对抗他的对手，并趁他们被剷除後来推动一場增加斯巴达公民數量的改革。前227年克里昂米尼取消了所有债务，将土地收歸國有并重新分配給公民，并向5,000名珀里俄基人和外籍居留者（metics）授予公民身份，以此增加了斯巴達公民数量。不久之后，他通过允许黑劳士用5米纳（mina）的金額贖回自由並給予公民身份，再次扩张公民數量，由此他获得了500塔兰同，并且用其中一些钱招募了2000人作马其顿方阵兵。然而，斯巴达公元前222年于塞拉西亚戰役的失败和大量人力损失导致其对雇佣军更加依赖，雇佣军也成为了馬卡尼達斯（Machanidas）和他的继任者纳比斯的权力基础。
兵役人口的損失也深刻地困擾了馬其頓的腓力五世，尤其是他在前197年库诺斯克法莱战役中战败。这位安提柯王朝的国王意识到自己的国家人口不多，却又损失了不少士兵，他必须大幅提升自己国家的型態。于是，在第二次和第三次马其顿战争之间，腓力五世開啟了一次对马其顿王国的大幅改革，並對王國內部重新組織。为了獲得色雷斯大量的人力資源，腓力往北方的邊境擴張。又為了鞏固擴張的疆土，腓力五世将沿海城市的部分人口迁移至北方边疆，又将當地的色雷斯人迁至南部。腓力通过这样的移民和经济和政治上的改革重建了马其顿，留给了他的继任者珀尔修斯一个更强的王国。在当时，珀尔修斯口粮能供应全军十年的口粮，财富能雇佣一万佣兵十年，军队有四万三千人。相比腓力五世在前197年库诺斯克法来之战时，才有二万五千五百士兵。
东方的王国，比如托勒密王国、塞琉古帝国、希腊-巴克特里亚王国和印度-希腊王国，处境则更加复杂艰难。这些王国的军事基础核心都是希腊裔人口，但他们统治的地方卻少有這樣的希臘裔人口。为了克服这一点困难，这些王国设立了军事殖民地（Klerouchoi）来安置雇佣兵和其他希腊移民。在军事殖民地系统中，殖民者会得到一份土地，而國家有需求時就可以徵招他們。比如，在托勒密王国治下的埃及，士兵和军官获得土地，“以此作为随时的军事服务的交换”。另外，希腊人在印度的移民，印度古籍稱之為臾那人，近代學者W.W.塔恩爵士（W.W.Tarn）甚至认为他們的數量可能不是如以往估算的那樣少。塔恩说：“那裡可能有比我们所認為更多的臾那人……；我们可能得算上有一大群人，包括冒险家或者雇佣兵，从西方而来”。

## 步兵

### 薩里沙方阵

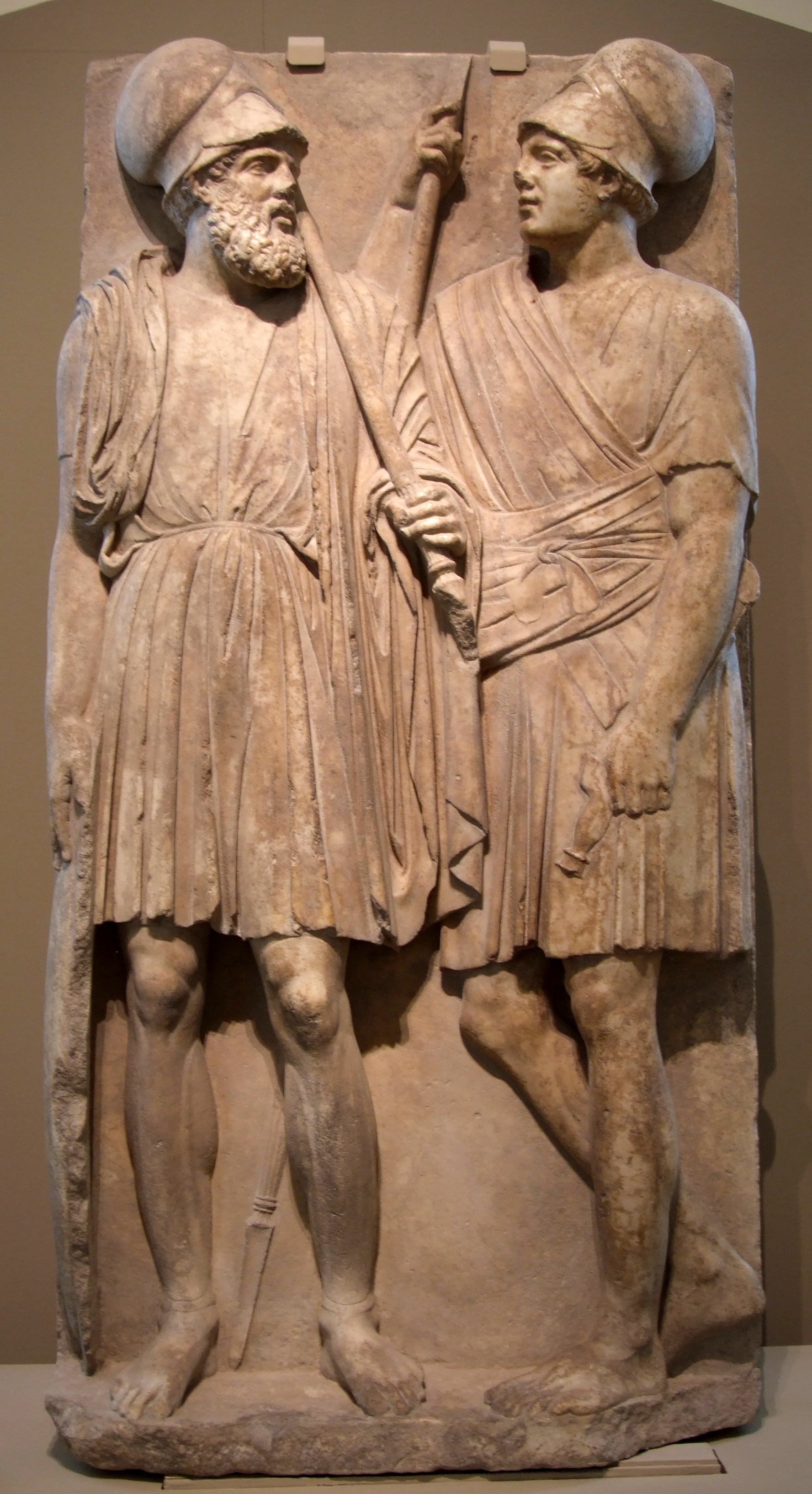
前4世纪中後的大理石石碑，上有两个博斯普鲁斯王国的希腊化士兵，来自俄罗斯南部塔曼半岛。今藏于普希金博物馆

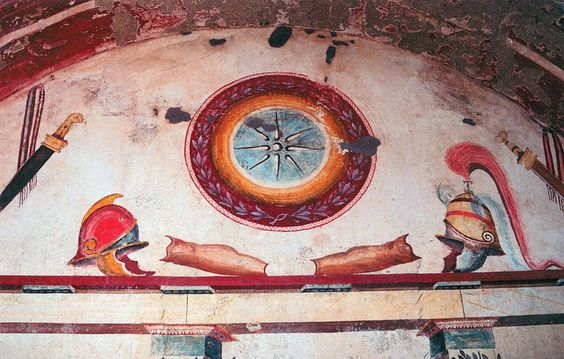
希腊中马其顿伊馬夏州的里森和卡里克勒斯的陵墓（Tomb of Lyson and Kallikles），展現古代马其顿关于希腊化时代的軍事裝甲、武器和设备，該墓為古代馬其頓的米埃札（Mieza），時間斷定在前2世纪。

希臘化繼業者王國军队的核心是馬其頓式方陣，這種超长枪方阵受腓力二世和亚历山大大帝遺留的影響。在繼業者王國之中，古代作家常常提到超長槍方阵所組成的战线是陆军的骨干，从東方的安条克三世到西方的腓力五世皆是如此。一个超长枪方阵通常由步兵组成，排列密集，装备有薩里沙長矛。组成方阵的士兵称为方阵兵（phalangites)，他們千差万别，其中有精于战术、善使武器、習於阵型的職業化士兵，他们通常多為希腊血统，基本上训练有素。也有訓練平平的士兵，他們多為非希腊人，比如在拉菲亚战役中战胜的托勒密四世的军队，有大量的埃及本土人戰時被徵招入伍。
一些对方阵兵的武器和征兵法的改革，把超長槍方阵从一种机动阵型变成了一种体积庞大，缓慢移动的压路机，其冲力无人能挡。但有些靈活的战术，如腓力二世在喀羅尼亞戰役的佯退，或亚历山大在高加米拉战役的斜線戰術，卻永远不再被尝试了。但是，只要方阵仍在相对平坦的地形作战、其侧面保持安全，它就从来没被击败过。虽然有人认为方阵在战场上像一整个军队的锚一样，固定敌军、推动敌军、沉重打击敌人的士气，同时骑兵袭击敌人的侧面，给出致命打击，但在大多数战斗中超長槍方阵才是是主要取胜的兵种。

#### 裝備
因為士兵的装备是由國家提供，其裝備隨著時間演進，不同地理区域、统治者的偏好和國家財政程度，士兵的精銳程度也各不相同。士兵的头盔既有简单、开面的式样，也有富特色的色雷斯式頭盔，这种头盔有面具一样的保护面颊的部分，看起来跟人脸一样。方阵兵穿戴甲冑时，多為穿上一件背心樣的亞麻胸甲（linothorax），這是由亞麻製成的硬织物做成，其外側可能会加上金属片加強或裝飾。另外其軍官可能直接穿上較昂貴且更具防禦性的金属胸甲，如上有擬胸肌的青銅胸甲。
由於對於古代文獻的錯誤解讀，以及當時尚未找到考古實物，一些早期觀點把超長槍方陣認為是僅約61公分的圓盾，但現代觀點已修正為其盾牌最大可達74公分，僅為希臘古典重裝步兵尺寸最小的阿斯庇斯圓盾（aspis）小一號。配戴時，盾牌透過一條肩帶和盾牌內側的皮帶固定在手肘附近，使雙手解放出來好握住巨大的薩里沙長矛。士兵們有時也配有金屬脛甲，尤其是最前排和最後排的士兵，來保護膝蓋一下的部位。
超長槍方阵的主要武器是薩里沙長矛，這是一把比普通長槍還長的長矛，薩里沙長矛的長度隨時間變化，在前三世紀約為4.8公尺，最長曾至6.4米。該武器於腓力二世時期開始使用，使用上因其長度比當時的希臘方陣的多律長槍（Dory）還長許多，因此士兵在單打獨鬥時使用它會有靈活度不夠的問題，但只有多人組成密集陣型，將會是很難正面對抗的隊形。組成密集方陣時，前五列士兵平舉的薩里沙長矛都可以刺向敵人形成槍山矛海，後排的士兵則豎立長矛，這些豎立的長矛可以妨礙或減弱箭矢類武器射入士兵之中，當前方人員倒下，後排的士兵就把豎立的長矛平舉，維持正面的攻擊力量。
因為薩里沙長矛太長而不好靈活揮舞，一旦有敵人進入貼身距離，這時方陣兵會捨棄長矛而拔出作為副武器的近戰兵器，即西福斯短劍（xiphos）或科庇斯反曲刀（kopis）或馬開拉直刀（makhaira）。因此在第一線近身作戰的方陣兵周圍作戰情形就較複雜，不僅會有從後方第二排到第五排的薩里沙長矛刺擊，第一排的方陣兵亦可能丟下長槍，拿短兵器近身作戰。

#### 弱點
在繼業者王國從前三世紀到前二世紀中葉的時代中，他們越來越依靠薩里沙方陣來贏得勝利，且薩里沙方陣裝備愈來越重且機動性越來越差，過往與騎兵和輕步兵的協同作戰越來越少見，或者如塞拉西亞戰役和彼得那戰役時馬其頓騎兵幾乎沒有作用。腓力二世和亞歷山大大帝時期的精彩且機動性的戰術已不太復見，安提柯馬其頓主要依靠難以擊倒的薩里沙方陣獲勝。
薩里沙方陣的主要弱點就是它的背面和側面非常脆弱，因此在方陣旁保護這些弱點的部隊必須堅守岡位，直到敵人承受不了方陣正面無敵的攻勢為止。方陣還有一個弱點就是它需要陣形不破裂，當方陣經過破碎地形時，會使緊密陣形被拉長或斷裂，而易產生缺口。羅馬人在希臘化時期就利用這些方陣的弱點擊敗他們，羅馬人機動的分隊戰術（maniples）可承受薩里沙方陣的正面攻勢較其他傳統陣形還久，因此可為圍攻方陣側翼的部隊迎得寶貴的時間，如馬格尼西亞戰役那樣從方陣側翼的攻勢贏得整場勝利。羅馬人也趁薩里沙方陣在通過不平整地形而失去密集隊形時，發動攻擊，如庫諾斯克法萊戰役和彼得那戰役。然而，儘管羅馬人在戰場上多次擊敗繼業者王國，但沒有一次是在正面擊敗薩里沙方陣的，就算是彼得那戰役也是讓薩里沙方陣通過破碎地形，並利用方陣側翼的馬其頓騎兵徹離，從側翼擊敗薩里沙方陣，贏得勝利。
戰史學者們經常比較希臘化時代的方陣和羅馬共和國時代的軍團，並企圖分析兩者的優缺點，來說明何者系統較為優秀。若以雙方正面衝突的庫諾斯克法萊戰役和彼得那戰役來看，羅馬的軍團體系無疑較為優秀。但一些反對派卻以皮洛士戰爭、漢尼拔戰爭、米特里達梯戰爭等間接戰例來做反駁。甚至反對派指出，羅馬軍團和薩里沙方陣並不是只靠單一兵種來獲得勝利，羅馬在庫諾斯克法萊、馬格尼西亞、彼得那戰役的勝利還需靠著非羅馬體系的部隊來完成，如希臘騎兵、戰象、以及其他重裝和輕裝步兵。諸如此類比較古代希臘人也曾分析過，如同時代希臘歷史學者波利比烏斯就曾解釋為何馬其頓式的方陣會輸給羅馬式的軍團。

#### 部隊名號和變革

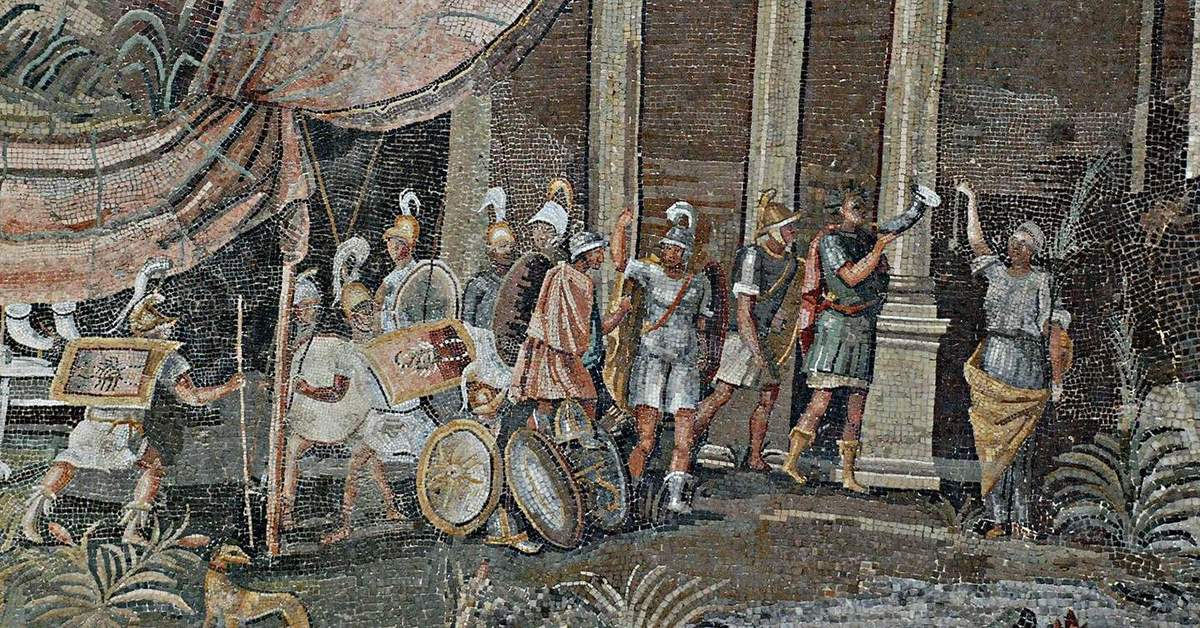
Hellenistic soldiers 约100 BC, Ptolemaic Kingdom, Egypt; detail of the Nile mosaic of Palestrina.

希臘化時期有幾個薩里沙方陣的部隊名號被記載下來，其中一些稱號是源自亞歷山大大帝時期，如銀盾兵是亞歷山大部隊中最顯赫且歷經百戰的沙場老兵，在繼業者戰爭中隨著他們將主帥歐邁尼斯綁交給敵人安提柯一世後，不久該部隊就被解散。但銀盾兵這個名號在後來的塞琉古帝國陸軍中被繼承，並做為精銳部隊使用。如古羅馬歷史學家李維提到安條克三世的王室衛隊是銀盾兵，兵員來自全國精銳，人數大約在10,000人，他們在前217年拉菲亞戰役和前190年馬格尼西亞戰役組成馬其頓式方陣來作戰。塞琉古帝國的銀盾兵在安條克四世前166年的達芙妮閱兵中組成馬其頓式方陣出現，但人數只有5,000人，學者Bar-Kochva認為王室衛隊中另一5,000人已改革成羅馬式軍團。

## 骑兵

### 骑兵的组织
在各个希腊化国家中，骑兵的组织不同。 不同的战术编队被用来组织各个国家的骑兵，但国家之间的骑兵组织也有相似之处。 
维奥蒂亚联盟的骑兵通过一个骑兵军官(Hipparchos)指挥，每个骑兵队由一个队长（ilarchos）领导。另有一职“塔兰托骑兵队长”（tarantinarchos），指挥联盟的塔兰托散骑兵。
埃托利亚联盟的骑兵声名远扬，在3世纪末被认为是全希腊最好的骑兵。尽管如此，骑兵仍然只是埃托利亚军力的一小部分。 我们可以公元前218年战役中，埃托利亚联盟派出的400骑兵配3000步兵的史实来确定这点。我们仅知道的一个具体骑兵阵型是“欧拉莫伊”（oulamoi），由力量不明的小队组成。
亚该亚同盟的骑兵据说并不强。公元前3世纪末，亚该亚将领菲洛皮门将步兵阵型改组为马其顿式的方阵后，也改组了骑兵。亚该亚骑兵被组为八人一列的“洛克斯”（lokhos），二列骑兵编为16人的“迪洛基艾”（dilochiai），再编为32人的“欧拉莫伊”（oulamoi）、64人的“伊莱”（ilai）、128人的”西帕尔基艾”（hipparchiai）和256人的”辛塔格马塔“（syntagmata）。

### 骑兵战术

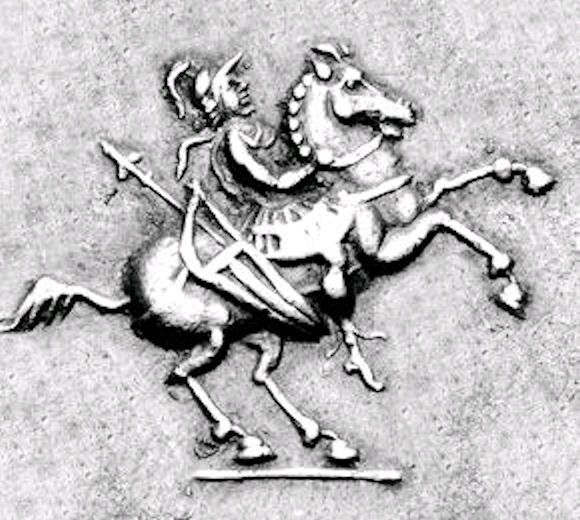
国王Hippostratos骑着一匹马， 约公元前100年 (一个硬币的细节)。

### 轻骑兵弓箭手
自阿里安（Arrian）到阿皮安（Appian）以来，许多历史学家在著作中详述了众多民族--大益人、米西安人（Mysian）、斯基泰人等。古希腊统治者从这些民族中招募了这一兵种。

### 特别的兵种

#### 战车兵
希腊化时代的战争中不常用到战车兵。在库纳克萨战役（色诺芬在这场战役中是一名希腊雇佣兵）和高加米拉战役中，战车兵被证明无法阻挡任何敌方有能力的指挥官。希腊的战术中，应用战车兵弊大于利。然而，战车兵能够震慑毫无经验的敌军，比如小亚细亚的部落军队。可能正是因为罗马军队没有任何对抗战车兵的经验，安提柯三世用战车兵对付罗马军队，但他被击溃。古罗马史家阿庇安认为，击伤驱动战车的战马可以让战车兵阵型混乱，因为一辆失控的马战车会让其他的马战车回避这辆战车的刀刃。本都王国的阿奇拉将军在喀罗尼亚战役 (公元前86年)也用战车兵对抗苏拉指挥的罗马军队，一样没有成效。

#### 骆驼骑兵
在马格尼西亚战役中，塞琉古军使用了500名骆驼骑兵，这么少的数量意味着在当时骆驼骑兵还没有被普及。据色诺芬，骆驼的气味会惊吓马匹。因为还没有其他的史家对此作出记载或者解释，这个作用有待被确证。

## 战斗阵列
在作战中，方阵会被置于中心，通过冲锋取得速胜。方阵的侧面会被步兵单位保护，以防阵列崩溃。骑兵和象兵会被安排在两翼，用来对付敌人的骑兵和象兵。轻步兵会被布置在方阵的前方，袭扰迷惑敌军战列，之后转移到侧翼支援骑兵和象兵。
当然，战斗阵列也会由于战场形势变化。皮洛士通过一种混合了枪兵、矛兵、象兵的方阵对付罗马军团。这种战斗阵列十分有效，但是损失高于平均。皮洛士的战斗阵列是由他军队构成决定的——他的军队中有许多不可信任的大希腊雇佣兵。塞拉西呀战役也很特别，因为它不是两军交战，而是一方对静止的另一方的袭击。这种区别让安提柯能发动一系列有效的进攻。

## 攻城战
希腊化时代的科学进步在攻城术上有很明显的体现。阿基米德的机器震慑了攻打叙拉古的罗马军队，而德米特里一世的巨大的攻城机械，尤其是在罗德岛攻城战中的应用，让他恶名远扬。但是，大部分攻城战仍然依赖于更加传统的办法，通过速度、奇袭和内奸取胜，而非漫长的准备和投掷物打击。古罗马史家李维详细地描述了当时的骚扰战术——一种结合了连续进攻、部队运动和巡逻的战术。

## 主要战争
- 继业者战争
- 皮洛士戰爭
- 敘利亞戰爭
- 马其顿战争
- 米特拉达梯战争

## 主要战役
- 伊普蘇斯戰役
- 赫拉克利亞戰役
- 阿斯庫路姆戰役
- 塞拉西亞戰役
- 拉菲亞戰役
- 曼蒂纳战役（公元前207年）
- 庫諾斯克法萊戰役
- 馬格尼西亞戰役
- 彼得那戰役
- 哈利斯战役

### 引用
1. ↑  Sabin & van Wees & Whitby (eds.) , 《The Cambridge History of Greek and Roman Warfare: Volume 1,》(2007) 第336頁
2. ↑  G.T. Griffith (1935), 《The Mercenaries of the Hellenistic World》 第101頁
3. ↑  G.T. Griffith (1935), 《The Mercenaries of the Hellenistic World》 第94頁
4. ↑  N.G.L. 哈蒙德（N.G.L. Hammond） & F·W·瓦爾班克（F.W. Walbank） , 《A History of Macedonia, Volume III, 336-167 BC》,(1988) 第356頁
5. ↑  F·W·瓦爾班克 《Philip V of Macedon》,第243頁
6. ↑  F·W·瓦爾班克 , 《Philip V of Macedon》, 第256頁
7. ↑  安吉洛斯·夏尼奧蒂斯（Angelos Chaniotis） 《War in the Hellenistic World》, (2005), 第85頁
8. ↑  W.W.塔恩 , 《The Greeks in Bactria and India》,(1980) 第251頁
9. ↑  Appian, Syriaca 6
10. ↑  Frontinus, Stratagems, II.3.17
11. ↑  Appian, Syriaca 7
12. ↑  Xenophon, Cyropaedia, Ζ.1.27